# فلسطين أكشن
فلسطين أكشن (بالإنجليزية: Palestine Action) هي شبكة احتجاج مؤيدة للفلسطينيين تستخدم تكتيكات العمل المباشر لإغلاق وتعطيل تجار الأسلحة متعددي الجنسيات. تستهدف المجموعة مصانع الأسلحة الموجودة في المملكة المتحدة والتي تزود الضربات الجوية التي تشنها إسرائيل في الصراع الإسرائيلي الفلسطيني. أهدافها الرئيسية هي مصانع المملكة المتحدة لشركة أنظمة إلبيط الإسرائيلية لصناعة الأسلحة. في حملاتها، استخدمت منظمة فلسطين أكشن الاحتجاج، واحتلال المباني، والتخريب الجنائي المزعوم، وتدمير الممتلكات، والتخريب، مما أدى في بعض الأحيان إلى اعتقال أعضائها.

## التاريخ
تأسست حركة فلسطين في 30 يوليو 2020 عندما اقتحم ناشطون مقر شركة إلبيت سيستمز في لندن ورشّوا الطلاء داخل المقر. المؤسسان المشاركان للمنظمة هما هدى عموري، وهي ابنة فلسطيني، وريتشارد برنارد، وهو ناشط يساري منذ فترة طويلة.

## الإجراءات

### إلبيط
في 19 مايو 2021، أثناء الأزمة الإسرائيلية الفلسطينية عام 2021، صعد أربعة أعضاء من المجموعة يرتدون بدلات حمراء إلى سطح مصنع طائرات بدون طيار مملوك لشركة أنظمة إلبيت في مجمع ميريديان للأعمال، ليستر. استمر الاحتلال ستة أيام، وتم إلقاء القبض على ما مجموعه 10 أشخاص بتهمة التآمر لارتكاب أضرار جنائية والتعدي المشدد. تم تبرئة المتهمين بعد أن أصدر قاضي المحاكمة تعليماته لهيئة المحلفين بالنظر في الدفاع القانوني العام عن الضرورة والدفاع القانوني عن حماية الممتلكات بموجب المادة 5 (2) (ب) من قانون الأضرار الجنائية لعام 1971.
وقد قامت المجموعة باحتلالات مماثلة لمواقع شركة إلبيت سيستمز في بريستول، وأولدهام بالتعاون مع حركة التمرد ضد الانقراض، وتامورث بالتعاون مع حركة التمرد ضد الحيوانات.
في أبريل 2024، رُشت قاعة مقاطعة سومرست، وهي مبنى عام مدرج من الدرجة الثانية مملوك لمجلس سومرست، بالطلاء الأحمر بعد احتجاجات حركة فلسطين. كان الاحتجاج متعلقًا بتأجير المجلس لمبنى في أزتيك ويست لشركة المقاولات الدفاعية إلبيت سيستمز المملكة المتحدة.
استُهدف موقع إلبيت أزتيك ويست مرة أخرى في 16 مارس 2025، من قبل أربعة نشطاء من السلطة الفلسطينية "بمركبة على شكل رافعة كرز ومطرقة متصلة بحبل لتحطيم نوافذ الطابق الثاني وإغراق [المبنى] بالطلاء الأحمر". تم القبض على الأربعة في الموقع، ووجهت إليهم جميعًا تهمة "التآمر لتخريب الممتلكات" واتهم اثنان بتهمة "الاعتداء بالضرب".

#### الشركات التابعة
في أبريل/نيسان 2022، قيّد اثنان من المتظاهرين من حركة فلسطين أنفسهما على أبواب مصنع طائرات بدون طيار تابع لشركة أنظمة الطائرات بدون طيار التكتيكية المحدودة، وهي شركة تابعة لشركة أنظمة إلبيت، في براونستون. وتجمع ناشطون آخرون في مكان قريب رافعين لافتات كتب عليها "تحرير فلسطين". اعتُقل ثلاثة متظاهرين. وقال متحدث باسم المجموعة إن "العمل المباشر لن يتوقف حتى تُغلق جميع مواقع إلبيت".
تعرضت شركة هيدرافيد، وهي مورد "معدات التشغيل الآلي" لتطبيقات الخراطة والطحن باستخدام الحاسب الآلي، لهجوم من نشطاء فلسطين أكشن في يونيو 2023 متهمين هيدرافيد بتزويد شركة شركة إنسترو بريسيجن المحدودة، وهي شركة تابعة لشركة أنظمة إلبيت. أنكرت شركة هايدرافيد الاتهام وأكدت أنها تعرضت لاستهداف زائف، مدعية أن "شركة هايدرافيد تود إبلاغ جميع عملائنا وموردينا بأننا لا نرتبط على الإطلاق بالشركة المذكورة أعلاه. نحن لا نورد ولم نورد أبدًا لشركة إلبيت سيستمز أيًا من منتجاتنا... هذا العمل التخريبي على ممتلكات شركة هايدرافيد وآلاتها كان بلا أساس على الإطلاق". وفي وقت لاحق من العام، زُعم أن شركة هيدرافيد قطعت جميع علاقاتها مع شركة أنظمة إلبيت، وأفادت التقارير أنها أرسلت بريدًا إلكترونيًا إلى منظمة فلسطين أكشن جاء فيه: "أوضحت شركة هيدرافيد لشركة دقة المقدمة أنها ليست مستعدة لتقديم أي مبيعات أو خدمات لمنتجاتها إلى شركة دقة المقدمة أو شركتها الأم أنظمة إلبيت أو أي من الشركات التابعة لشركة أنظمة إلبيت الآن أو في المستقبل".

### احتجاجات أخرى
في 10 يونيو 2021، اقتحم ثلاثة متظاهرين من المجموعة مصنع طائرات بدون طيار إيه بي بي إتش في رونكورن، وتسلقوه واحتلوه. قام النشطاء بوضع طلاء أحمر على الواجهة الخارجية، وقاموا بتفكيك الطائرات بدون طيار وآلات الطائرات وتدمير النوافذ. وفي اليوم التالي تم القبض على الثلاثة للاشتباه في ارتكابهم أضرارًا جنائية والتعدي المشدد.
في 14 يونيو، الذكرى الرابعة لحريق برج غرينفيل، تم تنظيم احتجاج احتلالي مماثل في مصنع أركونيك في كيتس جرين، برمنغهام من قبل ثلاثة متظاهرين. قدمت شركة أركونيك الكسوة التي سمحت بالانتقال السريع للنيران عبر برج غرينفيل، ووفقًا لمنظمة فلسطين أكشن، قدمت "مواد للطائرات المقاتلة الإسرائيلية". وانتهى الاحتلال باعتقال ناشطين اثنين على سطح المبنى بعد يومين. تم حبس أحد الناشطين في السجن وبدأ على الفور إضرابًا عن الطعام. وقال الناشطون إنهم سينهون إضرابهم إذا تم استيفاء أي من الشروط الأربعة التالية: إطلاق سراح المتظاهرين من حركة فلسطين؛ أو إخلاء شركة إلبيت من مقرها الرئيسي في لندن من قبل شركة لاسال لإدارة الاستثمارات العقارية؛ أو إغلاق جميع عمليات شركة إلبيت سيستمز في بريطانيا؛ أو إصدار الحكومة جميع المراسلات والوثائق المتعلقة بتعاملاتها مع شركة إلبيت والشركات التابعة لها.
في يناير 2024، زُعم أن ناشطين من منظمة فلسطين أكشن كانوا يعتزمون استهداف بورصة لندن من خلال إتلاف المبنى ومنع التجارة. تم القبض على ستة أشخاص بتهمة التخطيط لمؤامرة تخريبية مشتبه بها.
في سبتمبر 2024، تم استهداف المقر الرئيسي لشركة أبكو العالمية في لندن من قبل منظمة فلسطين أكشن بسبب تمثيلها لمصالح المملكة المتحدة لشركة الأسلحة الإسرائيلية أنظمة إلبيت. قام النشطاء بتلوين واجهة المبنى الإداري بالطلاء الأحمر باستخدام طفايات حريق تم إعادة استخدامها، وسدوا المدخل وأغلقوا الأبواب بقفل للدراجات.
في أكتوبر 2024، استهدفت حملة فلسطين مصنعًا في برومبورو، ويرال، وهو مصنع لإنتاج مكونات طائرة مقاتلة من طراز إف-35 مملوكة لشركة تيليدين مركبات سي إم إل. تكون الإجراء من اختراق السقف ورش طلاء أحمر في غرف نظيفة، حيث زعم مدير شركة تيليداين أن "الضرر الذي يلحق بغرف النظيفة قد يوقف الإنتاج لمدة تصل إلى 12 شهرًا".
في نوفمبر 2023، قام نشطاء من منظمة فلسطين أكشن برسم رسائل "حرروا غزة" و"حرروا فلسطين" على المكتب الرئيسي لشركة ليوناردو للأسلحة في المملكة المتحدة في بيكاديللي، حيث ادعى المتظاهرون أن ليوناردو زودت إسرائيل بطائرات مقاتلة. تم القبض على رجلين للاشتباه في ارتكابهما جريمة إضرار عنصرية، والتي تم التحقيق فيها باعتبارها جريمة كراهية.[بحاجة لتوضيح]
استهدف نشطاء من إدنبرة مصنع ليوناردو في كرو تول، وقاموا برش طلاء أحمر على المصنع ونماذج الطائرات المقاتلة، كما زعموا أنهم قاموا بتخريب "كابلات الإنترنت"، حيث قال متحدث باسم المجموعة: "في الساعات الأولى من يوم الثلاثاء 28 مايو، فتحت مجموعة صندوق الكابلات، وقطعت أسلاك الإنترنت، ورشت رغوة متوسعة داخل الصندوق، ثم رششت عبارة "أوقفوا تسليح إسرائيل" على الغطاء". وجاء هذا الإجراء ضد ليوناردو، بحسب وكالة الأنباء الاسكتلندية، بسبب "استمراره في تسليح الجيش الإسرائيلي بالأسلحة". في يناير من نفس العام احتل العديد من النشطاء سطح نفس المصنع.
في يناير/كانون الثاني 2024، قامت منظمة فلسطين أكشن بتخريب مكتب شركة الخدمات اللوجستية كوهني + ناجل في ميلتون كينز من خلال تحطيم النوافذ ورش المبنى بالطلاء. وقالت منظمة فلسطين أكشن إن هذا الإجراء اتخذ بسبب "مقتل أكثر من 25 ألف فلسطيني خلال الأيام المائة الماضية". وقالت منظمة فلسطين أكشن إنها استهدفت الشركة لأنها كانت تساعد في تسليم الأسلحة إلى إسرائيل.
في مارس 2024، أعلنت منظمة فلسطين أكشن مسؤوليتها عن رش صورة تاريخية لأرثر بلفور في كلية ترينيتي في كامبريدج. قالت منظمة فلسطين أكشن أن هذا الإجراء تم اتخاذه بسبب وعد بلفور عام 1917.
في يونيو 2024، قام طلاب كامبريدج، بالتعاون مع منظمة فلسطين أكشن، برش "مبنى مجلس الشيوخ" التاريخي باللون الأحمر في جامعة كامبريدج.
في نوفمبر 2024، حطم أعضاء حركة فلسطين خزانة زجاجية في مبنى الكيمياء بجامعة مانشستر في حرم أكسفورد رود، وسرقوا تمثالين نصفيين لحاييم وايزمان، أول رئيس لإسرائيل ومعلم سابق في الجامعة. قالت منظمة فلسطين أكشن إنها "اختطفت" التماثيل النصفية لإحياء ذكرى وعد بلفور في عام 1917 اعتبارًا من نوفمبر 2024 تم القبض على فرد واحد بسبب هذا الفعل.
في مارس 2025، قام أعضاء حركة فلسطين بإلقاء طلاء أحمر على مبنى "المدارس القديمة" في جامعة كامبريدج، مشيرين إلى المزيد من الضغوط على الجامعة لسحب استثماراتها من الشركات التي تبيع الأسلحة للجيش الإسرائيلي.

## الاعتقالات والمحاكمات والأحكام
في مايو/أيار 2024، حُكم على سبعة نشطاء من حركة فلسطين، اقتحموا مقر شركة إلبيت سيستمز، وهي شركة دولية لتكنولوجيا الدفاع، في بريستول لتدمير معدات عام 2022، بالسجن مع وقف التنفيذ، وأُمروا بدفع تعويضات تجاوزت 5،000 جنيه إسترليني. كتب المتظاهرون عبارات "حرروا فلسطين" و"أغلقوا إلبيت" على الجدران والنوافذ، متهمين إلبيت سيستمز بتزويد إسرائيل بالأسلحة.
في أغسطس 2024، أُدين خمسة من نشطاء حركة فلسطين بسبب احتجاج عام 2022 ضد شركة ثاليس المملكة المتحدة في جوفان، غلاسكو، حيث تلقى أربعة من المتهمين أحكامًا بالسجن لمدة 12 شهرًا وتلقى الخامس أحكامًا بالسجن لمدة 14 شهرًا.

### فيلتون 18
في 19 نوفمبر 2024، قامت قوات مكافحة الإرهاب بمداهمة واعتقال عشرة أشخاص في البداية بموجب قانون الإرهاب فيما يتعلق بإجراءات أغسطس ضد المقر الرئيسي لشركة إلبيت سيستمز في بريستول، بالإضافة إلى أولئك الذين تم اعتقالهم سابقًا في مكان الحادث والذين وجهت إليهم تهم بارتكاب جرائم غير متعلقة بالإرهاب. في المجموع، تم احتجاز 18 ناشطًا، أطلق عليهم اسم فيلتون 18. وقال توم سوذرن من منظمة العفو الدولية إن سلطات مكافحة الإرهاب أساءت استخدامها للالتفاف على الحماية القانونية العادية، مما أدى إلى احتجاز طويل للغاية قبل توجيه الاتهامات. وتشير الوثائق التي تم الكشف عنها بموجب قانون حرية المعلومات إلى أن الحكومة البريطانية شاركت تفاصيل الاتصال الخاصة بشرطة مكافحة الإرهاب والمدعين العامين مع السفارة الإسرائيلية أثناء التحقيق في الحادث.
أُطلق سراح أربعة أعضاء من فلسطين أكشن بكفالة في 13 نوفمبر بعد اعتقالهم للاشتباه في ارتكابهم جريمة تتعلق بالنظام العام بسبب احتجاجهم على إغلاق مدخل مبنيين لشركة أنظمة إلبيت في Aztec West، بريستول.

## ردود الفعل على فلسطين أكشن
أظهرت وثائق حرية المعلومات التي حصلت عليها منظمة فلسطين أكشن أن مسؤولين في السفارة الإسرائيلية طلبوا من مكتب المدعي العام في المملكة المتحدة التدخل في القضايا المتعلقة بمقاضاة المتظاهرين في المملكة المتحدة. تم إجراء تعديلات على وثائق قانون حرية المعلومات لأن الكشف عنها "من المرجح أن يضر بعلاقات المملكة المتحدة مع إسرائيل". في رده على مسؤولي السفارة، ذكر المدير العام لمكتب المدعي العام قانون الشرطة والجريمة والحكم والمحاكم لعام 2022، الذي فرض قيودًا على الاحتجاجات، وقضية محكمة حديثة قضت بأن المتظاهرين المتهمين بارتكاب أضرار جنائية "كبيرة" لا يمكنهم استخدام حماية حقوق الإنسان كدفاع.
في مايو/أيار 2024، أفادت التقارير أن تقريراً قادماً من مستشار الحكومة لشؤون العنف السياسي اللورد والني سيوصي بحظر "جماعات الاحتجاج المتطرفة"، بما في ذلك حركة فلسطين، على الرغم من وضعها تحت فئة جديدة منفصلة عن المنظمات الإرهابية المحظورة. إن العقوبات المحتملة المفروضة على المجموعة قد تحد من قدرتها على جمع التبرعات وحقها في التجمع.
وقد تضمنت وثائق حصلت عليها منظمة فلسطين أكشن من خلال قانون حرية المعلومات تفاصيل اجتماعات حكومية "لطمأنة" شركة إلبيت سيستمز بشأن حملة فلسطين أكشن ضدها. وقالت منظمة فلسطين أكشن إن الوثائق تثبت أن وزارة الداخلية حاولت الضغط على الشرطة والمدعين العامين لاتخاذ إجراءات صارمة ضد النشطاء الذين يستهدفون شركة إلبيت سيستمز.

## وصلات خارجية
- الموقع الرسمي